# 自动推理
自动推理是计算机科学和数理逻辑的一个交叉领域，致力于了解理智的方方面面。自动逻辑的研究帮助了利用计算机自动进行完全或几乎完全的推理，其內容一般可分為演繹推理和非演繹推理。自动推理被认为是人工智能的一个分支，还和理论计算机科学甚至哲学相关联。
自动推理的研究内容包括定理机器证明、证明自动检查、不确定性推理、非单调逻辑以及类比归纳和外展推理。
自动推理的技术和工具包括经典逻辑、微积分学、模糊逻辑、贝叶斯推断、推理与最大熵和大量的非正式特别技术。